# Bukky Wright
Bukky Wright (sinh ngày 31 tháng 3 năm 1967) là tên của một nữ diễn viên và cũng là một doanh nhân người Nigeria.

## Lí lịch
Bà sinh ra ở thành phố Abeokuta, bang Ogun. Sau đó bà vào trường đại học Lagos (Unilag), bang Lagos và sau đó tốt nghiệp với bằng kinh tế.

## Sự nghiệp
Sự nghiệp diễn xuất của bà bắt đầu vào năm 1996. Từ đó, bà bắt đầu góp mặt trong những bộ phim Nollywood (nền công nghiệp điện ảnh của Nigeria) với ngôn ngữ là tiếng Yoruba và tiếng Anh, bao gồm cả loạt phim truyền hình chính kịch Super story của ông Wale Adenuga. Bên cạnh việc diễn xuất, bà còn điều hành một thẩm mĩ viện tên là B Wright và một cử hàng thời trang tên là B Colections. Năm 2011, bà nhận được giải nữ diễn viên xuất sắc nhất Nollywood tại lễ trao giải thưởng thường niên.
Bên cạnh đó, bà đã kí một hợp đồng làm gương mặt thương hiệu cho một số nhãn hàng sản phẩm, trong đó có Chivita (một nhãn hàng chuyên về nước trái cây).

## Chính trị
Năm 2014, bà tranh cử chức hạ nghị sĩ trong hạ viện đại diện cho bang Ogun ở đảng "Xã hội dân chủ", đứng đầu đảng này là cựu thống đốc bang Ogun, ông Olusegun Osoba.

## Đời tư
Cuộc sống hôn nhân của bà đang là một vấn đề gây tranh cãi trong dư luận. Bà có 2 người con trai, lần lượt tên là Eniola và Gbenga. Hiện bà đã lên chức bà nội khi một trong hai đứa con của bà đã có con.

## Phim ảnh
Dưới đây là những bộ phim mà bà đã góp mặt đã qua chọn lọc:
- Saworo ide (1999)
- Above Love (2004)
- Abeni (2006)
- Outkast (2011)
- Kodun Kopo Kope (KKK)
- Omotara Johnson
- Unforgivable
- Afefe Alaafia
- Dugbe Dugbe
- Habitat
- Oko Nnene
- Habitat
- Red Hot (2013)[17]
- Iyore (2014)
- When Love Happens (2014)